# Глубоков Володимир Петрович
Володи́мир Петро́вич Глубо́ков (нар. 23 липня 1978 — 10 лютого 2015) — майор Збройних сил України, учасник російсько-української війни.

## Життєвий шлях
Народився у Празі, де його батько Петро Володимирович, кадровий офіцер, тоді проходив військову службу. Незабаром родина повернулась до України, оселились у Василькові. Закінчив навчання у Васильківському військовому авіаційно-технічному училищі, технік з обслуговування літальних апаратів, у Збройних Силах України служив з 1995 року. 1998 року закінчив Київський інститут Військово-Повітряних Сил. Служив старшим техніком-оператором стартового загону окремого полку дистанційно-пілотованих літальних апаратів, ескадрильї, полку (апарати ВР-2 «Стриж»). Майор, начальник групи регламенту та ремонту засобів наземного обладнання та планеру технічно-експлуатаційної частини, 383-й окремий полк дистанційно-керованих літальних апаратів.
З перших днів війни на сході України перебував на передовій, очолював службу безпілотників, забезпечення польотів літаків, знешкодження ворожих апаратів.
10 лютого 2015-го близько 12:30 російські збройні формування з боку Горлівки з РСЗВ «Смерч» обстріляли місто Краматорськ (Донецька область) 300-міліметровими снарядами, які влучили в район аеродрому та у житловий сектор. Тоді ж загинули Євген Бушнін, Володимир Довганюк, Денис Жембровський, Сергій Хаустович, Сергій Шмерецький, Віктор Дев'яткін, Михайло Ілляшук, Ігор Шевченко, 29 вояків зазнали поранень.
Без Володимира лишились мама, дружина Олена, донька 2007р.н., сестра.
Похований у селі Вишевичі, звідки родом його батьки, у Радомишльському районі оголошено жалобу.

## Нагороди та вшанування
- Указом Президента України № 270/2015 від 15 травня 2015 року — орденом Богдана Хмельницького III ступеня (посмертно)[1]
- почесна відзнака міської громади «Мужність і відвага» жителів міста Хмельницького (посмертно, рішення 5-ї Хмельницької міської ради, від 16 березня 2016)